# Ivana Konstantinović
Ivana Konstantinović (Beograd, 22. septembar 1976)  srpska je novinarka i voditeljka.

## Biografija
Ivana Konstantinović je rođena u Beogradu 22. septembra 1976. godine. Diplomirala je i magistrirala na Fakultetu političkih nauka, smer međunarodni odnosi. Tečno govori engleski jezik, razume ruski.
Novinarstvom je počela da se bavi 1995. na Radio Indeksu, u informativnoj redakciji. Radila je kao novinarka na BK televiziji u informativnoj i dokumentarnoj redakciji u periodu od 1996. do 1999. godine. Od 2000. do septembra 2017. godine radila je kao novinarka, urednica i voditeljka na televiziji B92. Autorka je filma "Batinom protiv različitosti", koji je nagrađen 2002. godine na Međunarodnom festivalu nezavisnih TV produkcija u Košicama. Od februara 2018. do kraja 2020. godine radila je kao novinarka, urednica i voditeljka Otvorenog studija Glasa Amerike u Vašingtonu, te izveštavala o događajima u SAD za kanale N1 i Nova.
Od januarа 2021. do početka 2023. godine radila je kao producentkinja i prezenterka vesti na N1 u Beogradu. Nakon završetka tog angažmana, ponovo u Vašingtonu radi za Glas Amerike i izveštava o događajima u SAD za televizijske kanale N1 i Nova S.

## Spoljašnje veze
Profil na društvenoj mreži "Instagram"
Profil na društvenoj mreži "Twitter"